# Black Velvet (cocktail)
Black Velvet is een biercocktail met stout (vaak Guinness) en witte, sprankelende wijn, vaak champagne.
De cocktail werd als eerste gemaakt door een barman van Brooks's Club in Londen in 1861, om de dood van Albert van Saksen-Coburg en Gotha te eren.

## Varianten
- Poor men’s Black Velvet, hierbij wordt de champagne vervangen door (goedkopere) cider of perenwijn